# Jean Étienne Guettard
Jean-Étienne Guettard (Étampes, 22 de septiembre de 1715-París, 7 de enero de 1786) fue un naturalista y mineralogista francés.
En su adolescencia, obtuvo certeros conocimientos de plantas de su abuelo, quien era boticario. Estudia en París, Medicina y obtuvo su doctor en Medicina. Siguiendo el estudio de la botánica en varias partes de Francia y otros países, empezó a darse cuenta de la relación entre la distribución de plantas y el suelo y el subsuelo. De esta manera llegó a su atención los minerales y rocas.
En 1746, comunicó a la Academia de las Ciencias francesa en París una memoria sobre la distribución de minerales y de rocas, acompañándola con una carta donde se registraban sus observaciones. Él por lo tanto, como lo observó William D. Conybeare, llevó por primera vez en ejecución sus ideas, haciendo en sus viajes grandes colecciones de fósiles pero no tenía ideas claras acerca de la secuencia de estratos.
Realizó también observaciones de erosión y degradación de montañas por la lluvia, por ríos y por el mar; siendo el primero en determinar la existencia de antiguos volcanes en el distrito de la provincia de Auvergne.
Falleció en París el 7 de enero de 1786.

## Algunas publicaciones
- Observations sur les plantes. 2 vols, 1747
- Carte minéralogique, où l'on voit la Nature des terreins du Canada et de la Louisiane. Dressée par Philippe Buache de l'Ac. des Sciences sur les recherches et pour un Mémoire de Mr Guettard de la même Acadadémie. 1752. (Fue la primera carta mineralógica de la América del Norte[1])
- Histoire de la découverte faite en France de matières semblables à celles dont la porcelaine de la Chine est composée. 1765
- Traduce la Histoire naturelle... de Plinio el Viejo. París, doce vols. 1771-1782
- Mémoires sur différentes parties des sciences et arts. 5 vols, 1768-1783
- Mémoires sur la minéralogie du Dauphiné. 2 vols, 1779 (reeditado en 1999 en facsimiles con introducción actual de 20 pp. de "Minéralogie du Dauphiné" de 1782 - Disponible en la revista "le Règne Minéral" - Ediciones de Piat - Glavenas - 43200 St Julien de Pinet
- Atlas et description minéralogiques de la France, entrepris par ordre du Roi, 1780
- Atlas minéralogique de la France, volume de planches 1780

Ver The Founders of Geology, por Sir A Geikie, 1897.

## Honores
En 1759, Guettard fue elegido miembro extranjero de la Real Academia de las Ciencias de Suecia.

### Epónimos
- Dorsum Guettard, una cresta en la Luna
- (Rubiaceae) Guettarda L.[2][3]

- La abreviatura «Guett.» se emplea para indicar a Jean Étienne Guettard como autoridad en la descripción y clasificación científica de los vegetales.[4]